# Giovanni Abagnale
Giovanni Abagnale (Gragnano, 11 de janeiro de 1995) é um remador italiano, medalhista olímpico.

## Carreira
Abagnale competiu nos Jogos Olímpicos de 2016 na prova do dois sem, onde conquistou a medalha de bronze com Marco Di Costanzo.